# Ilimuda
Ilimuda je menší a dlouhodobě nečinný stratovulkán, nacházející se ve východní části indonéského ostrova Flores, asi 6 km severně od vulkanického komplexu Lewotobi. Vrchol 1 100 m vysoké sopky je ukončený 450 m širokým kráterem s porušenou jihovýchodní stěnou. Na úpatí severovýchodního a jihovýchodního svahu se nachází parazitické krátery a lávové dómy. Kdy došlo k poslední erupci, není známo. Jediným projevem aktivity jsou fumaroly na okraji kráteru.